# Billy Miller (színművész)
William John Miller II (Tulsa, 1979. szeptember 17. –‎ Austin, 2023. szeptember 15.) háromszoros Daytime Emmy-díjas amerikai színész.
Főként olyan szappanoperákkal vált ismertté, mint a Nyughatatlan fiatalok és a General Hospital.

## Halála
2023. szeptember 15-én, 44. születésnapja előtt két nappal hunyt el a texasi Austinban. Menedzsere szerint a színész évek óta mániás depresszióval küzdött, de halálának körülményei nem derültek ki a nyilatkozatból.
Édesanyja, Patricia Miller később megerősítette, hogy fia a betegsége miatt öngyilkos lett: „…Éveken át hosszú, nehéz és hősies csatát vívott a bipoláris depresszióval. Mindent megtett, amit csak tudott, hogy kontrollálja a betegséget. Szerette a családját, a barátait és a rajongóit, de végül a betegség nyerte meg a harcot és ő feladta az életet”.

## Filmográfia

### Film
| Év   | Cím                                     | Szerep        | Megjegyzések            |
| ---- | --------------------------------------- | ------------- | ----------------------- |
| 2009 | Remembering Nigel                       | önmaga        |                         |
| 2011 | Ripper                                  | Edward        | rövidfilm               |
| 2014 | Bad Blood                               | Garret Church |                         |
| 2015 | Amerikai mesterlövész (American Sniper) | toborzó       | magyar hangja Pál Tamás |

### Televízió
| Év        | Magyar cím                   | Eredeti cím                    | Szerep              | Megjegyzések                                          |
| --------- | ---------------------------- | ------------------------------ | ------------------- | ----------------------------------------------------- |
| 2006      | CSI: New York-i helyszínelők | CSI: NY                        | Will Graham         | 1 epizód                                              |
| 2007–2008 |                              | All My Children                | Richie Novak        | állandó szereplő                                      |
| 2008–2014 | Nyughatatlan fiatalok        | The Young and the Restless     | Billy Abbott        | állandó szereplő                                      |
| 2011      | A törvény embere             | Justified                      | James Earl Dean     | 1 epizód                                              |
| 2011–2012 | Ringer – A vér kötelez       | Ringer                         | John Delario        | visszatérő szereplő                                   |
| 2012      |                              | Fatal Honeymoon                | Gabe Watson         | tévéfilm                                              |
| 2013      | Castle                       | Castle                         | Mickey Gerhardt     | 1 epizód                                              |
| 2014      | CSI: A helyszínelők          | CSI: Crime Scene Investigation | Robert Dolan rendőr | 1 epizód                                              |
| 2014      | Gyilkos ügyek                | Major Crimes                   | Anthony Hunt        | 1 epizód                                              |
| 2014–2019 |                              | General Hospital               | Jason Morgan        | állandó szereplő                                      |
| 2014–2019 | Drew Cain                    | General Hospital               |                     | állandó szereplő                                      |
| 2015–2019 | Briliáns elmék               | Suits                          | Marcus Specter      | 5 epizód                                              |
| 2017      | Ray Donovan                  | Ray Donovan                    | Todd Doherty        | 3 epizód                                              |
| 2019–2020 |                              | Truth Be Told                  | Alex Dunn           | visszatérő szereplő                                   |
| 2021      | Az újonc                     | The Rookie                     | Ken                 | - 1 epizód (Tűzpárbaj) - magyar hangja Molnár Kristóf |
| 2022      | NCIS                         | NCIS                           | Ezra Moretti        | 1 epizód                                              |

## Fordítás
- Ez a szócikk részben vagy egészben  a   Billy Miller (actor) című angol Wikipédia-szócikk ezen változatának fordításán alapul.  Az eredeti cikk szerkesztőit annak laptörténete sorolja fel. Ez a jelzés csupán a megfogalmazás eredetét és a szerzői jogokat jelzi, nem szolgál a cikkben szereplő információk forrásmegjelöléseként.